# Agència de Guna
L'agència (o subagència) de Guna o Goona, fou una entitat administrativa política de l'Índia central. La seva superfície era de 9526 km² i la població el 1881 de 249.006 habitants. La llargada era de 116 km i l'amplada variava entre 80 i 110 km. Limitava al nord amb la pargana de Shahabad, l'estat de Jhalawar i el districte de Kailaras de Gwalior; a l'est amb el districte de Chanderi de Gwalior; al sud, amb el territori de Sironj (de Tonk) i l'estat de Rajgarh; i a l'oest amb Jhalawar i la pargana de Chhabra (de Tonk). La formaven set territoris governats per caps o thakurs feudataris dels Sindhia de Gwalior però garantits pel govern britànic:
- Bhadaura
- Ragugarh
- Garha
- Dhanaodah
- Umri
- Paron
- Sirsi

I a més a més set parganes de Gwalior:
- Bajrangarh
- Narod
- Pachar
- Chachora
- Kumraj
- Miana
- Aron

L'altura mitjana del territori és de 550 metres i està regat pels afluents del Betwa a l'est, el riu Sind al centre, i el riu Parbati a l'oest; a est i oest el país és pla, poblat i ben cultivat; però al nord i sud hi ha muntanyes, derivacions dels Ghats Occidentals. Els habitants són rajputs, kherars, mines, ahirs, kachhis, chamars i bhils. Els rajputs de la zona formen el clan Kichi, i d'això ha derivat el nom comarcal de Kichiwara. Les ciutats principals són Guna, Bajrangarh i Raghugarh.
L'agència o subagència es va crear després del motí del 1857, i es va suprimir el 1896 passant a formar part de la residència de Gwalior.